# MÁV XIVa
Die MÁV XIVa war eine Tenderlokomotivreihe der Ungarischen Staatsbahn MÁV für den Lokalbahnverkehr.
Eine baugleiche Lokomotive wurde auch von der privaten Kaschau-Oderberger Bahn KsOd als Reihe XIVa beschafft.
Die ČSD übernahmen fünf Stück von den MÁV (401.001–005) und eine von der KsOd zunächst als 410.101, die jedoch später in 410.006 umgezeichnet wurde.
Die MÁV gaben den ersten sechs Maschinen die Betriebsnummern 5801–5806.
Nach einer Umnummerierung und der Lieferung der restlichen 34 Lokomotiven waren sie dann 6801–6840.
Ab 1911 wurden sie 475,001–040.
Das Aussehen der Fahrzeuge war geprägt von ihrem Außenrahmen, der Heusinger-Steuerung und der verlängerten Rauchkammer.
Die letzte Achse hatte 14 mm Seitenspiel.
Alle 41 hier beschriebenen Maschinen wurden von der MÁVAG in Budapest gebaut.

## Die Reihe XIVa bei der KsOd
Die KsOd beschaffte 1909 für die Tatralomnitzer Lokalbahn (Studený Potok–Tatranská Lomnica), auf der sie den Betrieb führte, eine der Tenderlokomotiven, die sich in Ungarn bewährt hatten. Sie wurde als XIVa 541 bezeichnet.

## Die Reihen 410.0 und 410.1 in der Tschechoslowakei
Nach dem Ersten Weltkrieg bekamen die ČSD fünf Exemplare der ungarischen Reihe 475 als 410.001–005.
Im Detail waren das die 475.003, 004, 008, 038 und 039.
Als 1924 die KsOd verstaatlicht wurde, kam die 541 zunächst als 410.101 zu den ČSD, die sie, als bemerkt wurde, dass sie schon baugleiche Loks von den MÁV hatten, schließlich als 410.006 einordnete.
Bis 1951 wurde die Reihe 410.0 ausgemustert.

## Baureihe CFR 475 in Rumänien

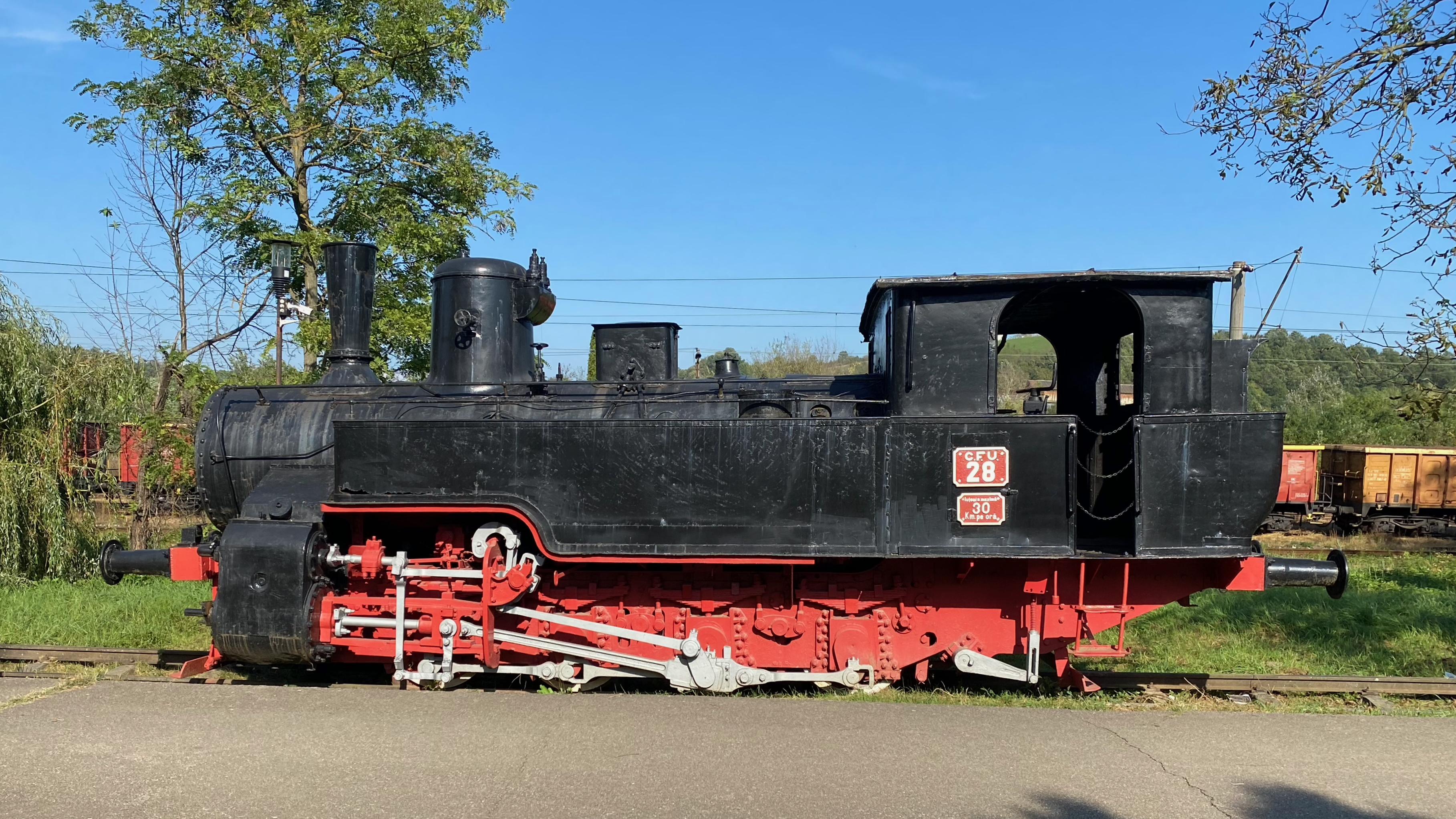
Erst CFR 475.028, dann CFU 28

Für Rumänien, bzw. das Gebiet des heutigen Rumäniens, wurde zwischen 1896 und 1909 eine Serie MÁV XIVa (später MÁV 475) von insgesamt 41 Exemplaren bei in MÁVAG in Budapest produziert. Die ersten acht gingen an die Lupeni-Petroșani-Eisenbahn und wurden dort für den schweren Kohlentransport eingesetzt. Im Jahr 1910 waren elf dieser Lokomotiven in Petroșani, eine in Simeria, eine in Sibiu und neun in Lugoj stationiert.
Eine im Jahr 1900 gebaute und noch erhaltene Lok ist seit 1972 im Freilicht-Dampflokomotiven-Museum Reșița ausgestellt. Diese Lok lief zunächst unter der Kennung CFR 475.028, also bei der Haupt-Bahngesellschaft Rumäniens (CFR = Căile Ferate Române). Später diente sie als Werksbahn unter der Kennung CFU 28 bei der rumänischen Industriebahngesellschaft CFU (Căile Ferate Uzinale), einer Schwestergesellschaft der CFR. Außer Dienst gestellt wurde sie erst in den 1960er Jahren.